# 영춘권 (영화)
영춘권(詠春: Wing Chun)은 홍콩에서 제작된 원화평 감독의 1994년 코미디, 액션 영화이다. 양자경 등이 주연으로 출연하였다.

## 출연

### 주연
- 양자경
- 견자단

### 조연
- 서소강
- 원경단
- 이자웅
- 홍흔

## 제작진
- 출품인: 원화평
- 프로듀서: 황영휘
- 미술: 이요광
- 의상: 서염아
- 무술연출: 원화평
- 무술연출: 원신의
- 무술연출: 견자단

## 한국어 더빙 성우진(MBC, 1996년 9월 26일)
- 성유진 - 영춘 (양자경)
- 송도영 - 만영람 (답가진)
- 박영희 - 영춘 고모 (홍흔)
- 황윤걸 - 황학주 (이자웅)
- 이우신 - 산적 두목
- 이영달
- 곽대홍
- 박영화
- 안지환
- 양희문
- 최원형
- 박조호
- 변종필
- 안종덕
- 유은숙
- 윤복성
- 이진홍
- 전수빈
- 박소라
- 윤성혜
- 정남

## 같이 보기
- 영춘권